# Cairo Aviation
Cairo Aviation es una aerolínea con base en El Cairo, Egipto. Comenzó a operar en noviembre de 1998 y efectúa vuelos chárter, principalmente a Europa, África y Oriente Medio. Su principal base de operaciones es el Aeropuerto Internacional de El Cairo.

## Historia
Cairo Aviation es una compañía de vuelos chárter que opera con dos Tu-204-120 de pasajeros y dos Tu-204-120C de carga alquilados de Sirocco Aerospace International.
Junto a los vuelos nacionales en Egipto, la compañía efectúa principalmente vuelos internacionales a diversos puntos en Europa, África y Oriente Medio. Además Cairo Aviation efectúa vuelos regulares para la compañía nacional EgyptAir en muchas ocasiones.
Como compañía asociada con Sirocco Aerospace international, Cairo Aviation fue una de las primeras en probar el Tu204-120 cuando entró en servicio. Sirocco comprobó muchos aspectos como el diseño versus los costes operativos, ruido y niveles de emisiones, componentes y materiales y más cosas. Con estos resultados, Sirocco tomó la decisión de dedicarse a la venta y alquiler de este avión.

## Flota
La flota de Cairo Aviation se compone de las siguientes aeronaves (en mayo de 2010):